# Lemmus sibiricus
Lemmus sibiricus là một loài động vật có vú trong họ Cricetidae, bộ Gặm nhấm. Loài này được Kerr mô tả năm 1792.

## Hình ảnh

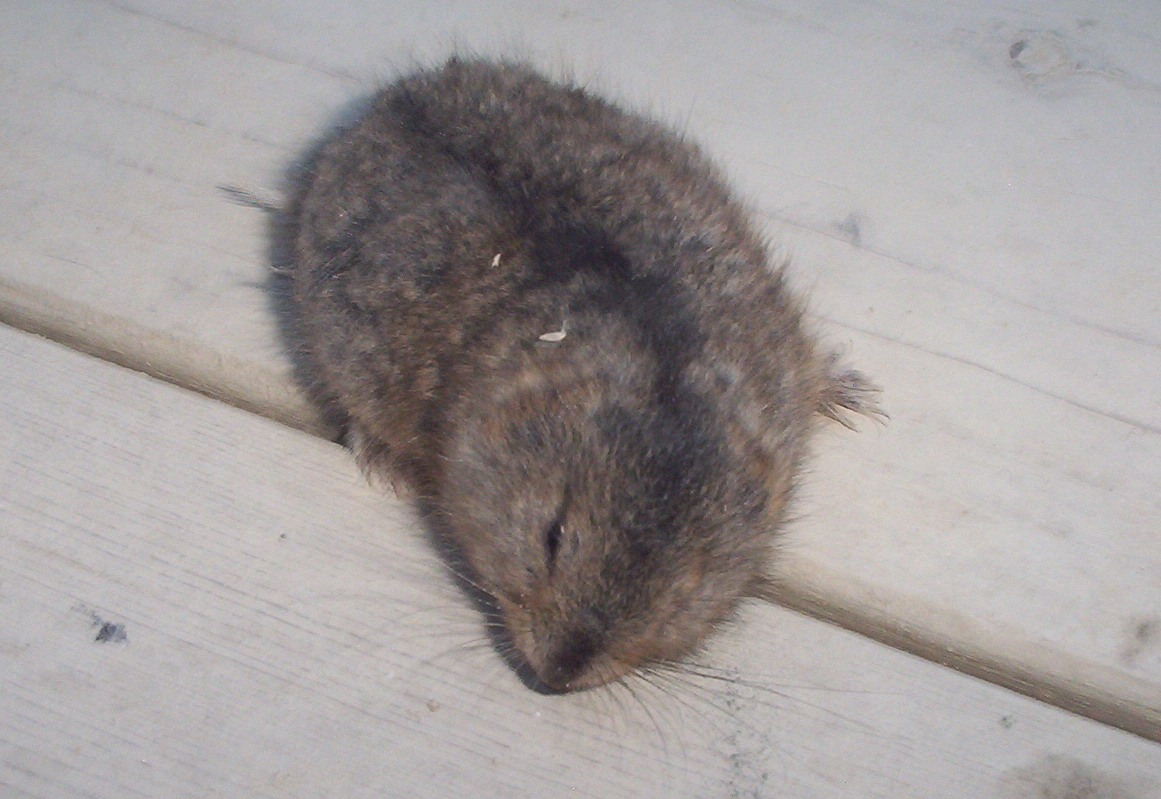